# Santiago Cafiero
Santiago Andrés Cafiero (San Isidro, 30 de agosto de 1979) es un politólogo, político y diputado argentino. Es Diputado Nacional por la Provincia de Buenos Aires desde el 10 de diciembre de 2023. Fue el ministro de Relaciones Exteriores, Comercio Internacional y Culto (Canciller de la Nación), desde el 20 de septiembre de 2021 hasta el 10 de diciembre de 2023, en el gobierno de Alberto Fernández. Fue jefe de Gabinete de Ministros de la Nación Argentina, entre  2019 a 2021, en el mismo gobierno; viceministro de Desarrollo Social de la provincia de Buenos Aires, desde 2011 hasta 2014 y concejal del partido de San Isidro, desde 2009 hasta 2017.

## Biografía

### Primeros años y formación
Nació en San Isidro el 30 de agosto de 1979, hijo de Juan Pablo Cafiero, ministro de Desarrollo Social de la Nación durante la presidencia de Fernando de la Rúa, y María Luisa Bianchi. Es también nieto del histórico dirigente peronista Antonio Cafiero, gobernador de la provincia de Buenos Aires entre 1987 y 1991 y jefe del gabinete de ministros de Argentina entre 2001 y 2002.
Se recibió de licenciado en Ciencia Política en la Universidad de Buenos Aires y realizó una maestría en Políticas Públicas en la Universidad Di Tella.

### Vida privada
Está casado con Josefina Chávez, con quien tiene cuatro hijos.

## Carrera política
Proveniente de una familia de larga tradición peronista y política, comenzó su militancia en la Juventud Peronista a los 15 años. Además se sumó a realizar tareas sociales en un comedor con dos curas villeros en la villa La Cava.
En 2001, mientras su padre era ministro, participó de la encuesta del Frente Nacional contra la Pobreza (Frenapo), que organizaba Víctor de Gennaro y juntaba firmas a favor de un subsidio a jefes de hogar desocupados, que terminaría aplicando el gobierno de Eduardo Duhalde.
En 2007 comienza a trabajar en el Plan Productivo Nacional en el Ministerio de Economía de la Nación.
En 2008 fue elegido presidente del Partido Justicialista en el partido de San Isidro, donde fue concejal (2009-2013) y candidato a intendente en las elecciones de 2011 y 2015.
Durante la gobernación de Daniel Scioli (2007-2015) se desempeñó como asesor en la subsecretaría de Asuntos Municipales (2007-2008), director provincial de Industria (2008-2010), subsecretario de Industria, Comercio y Minería (2010-2011), viceministro de Desarrollo Social y subsecretario de Políticas Sociales (2011-2014), y subsecretario de Modernización (2014-2015).
Al perder su partido político las elecciones presidenciales de 2015 se incorporó a la Defensoría del Pueblo de la provincia de Buenos Aires como asesor, en cuestiones de defensa del consumidor. También volvió a La Cava a desarrollar actividades sociales y abriendo un comedor.
Trabajó en la campaña a senador nacional de Florencio Randazzo, exministro del Interior, junto a Alberto Fernández.
A mediados de 2018, Alberto Fernández crea el Grupo Callao, un think tank conformado por Cafiero, Matías Kulfas, Fernando Peirano, Cecilia Todesca y Victoria Tolosa Paz, entre otros. En mayo de 2019, se anuncia que la fórmula presidencial de la coalición peronista para las elecciones de 2019 será Alberto Fernández-Cristina Fernández de Kirchner. Santiago Cafiero es nombrado jefe de campaña. La fórmula se impuso en primera vuelta con un 47,79 % de los votos.

#### Jefe de Gabinete
El 6 de diciembre de 2019, el presidente electo hizo el anuncio de su gabinete, durante el cual designó a Cafiero como jefe de Gabinete de Ministros, cargo que asumió cuatro días después. Durante su primer año y medio de gestión, Cafiero presentó cuatro informes de gestión y expuso tres de ellos en el congreso.
Como jefe de Gabinete de Ministros asistió al Presidente de la Nación en la ejecución de las políticas públicas y la conducción política de la administración. Coordinó y controló la implementación de las políticas públicas desarrolladas por los Ministerios, áreas a su cargo y demás dependencias de la administración pública nacional en el marco de la Pandemia Covid-19. Fue designado por el presidente de la Nación como Responsable de la Unidad de coordinación general del plan integral para la prevención  de eventos de salud pública  de importancia internacional, coordinando con las distintos gobiernos provinciales y organismos del Sector Público Nacional, la implementación de las acciones y políticas para el adecuado cumplimiento de las recomendaciones y medidas dispuestas por el Ministerio de Salud de la Nación, vinculadas a la emergencia sanitaria y a la situación epidemiológica.
Desempeñó funciones de coordinador de las relaciones del Poder Ejecutivo Nacional con el Congreso de la Nación presentando los informes previstos por la Constitución de la República Argentina, e informando de forma presencial ante ambas cámaras sobre la marcha del gobierno y a requerimiento del Poder Legislativo. Asistió al presidente de la Nación Argentina en las propuestas e iniciativas legislativas y proyectos de ley a presentar al Congreso Nacional vinculados a la gestión de gobierno y al impulso de las políticas públicas. 
Además, presidió el Gabinete Económico en una situación de pandemia, donde se crearon, implementaron y coordinaron políticas públicas como el Ingreso Familiar de Emergencia (IFE), la asistencia de Emergencia al Trabajo y la Producción (ATP), y el Fondo de Garantías Argentino (FOGAR). Durante el mismo periodo, dicho gabinete trabajo en función de que la República Argentina reestructure exitosamente su deuda con acreedores externos. Desarrolló estrategias vinculadas con el financiamiento proveniente de organismos internacionales, multilaterales y bilaterales de desarrollo, y propició la formulación de convenios internacionales en temas relacionados con su competencia.

#### Canciller
En septiembre de 2021 Cafiero asumió como canciller en reemplazo de Felipe Solá. Entre los ejes de su gestión mencionó el aumento de las exportaciones, el reclamo permanente por la soberanía de las Islas Malvinas, el multilateralismo y la "triple sostenibilidad": ambiental, económica y social.
En el verano de 2022 comenzaron las negociaciones para lograr la adhesión del país a los BRICS durante reuniones con altos funcionarios chinos. China respaldó la posible adhesión de Argentina luego de una reunión entre Cafiero y el Consejero de Estado y Ministro de Relaciones Exteriores de China, Wang Yi, durante la Cumbre del G20 en Indonesia. China reiteró su apoyo durante una reunión posterior entre Cafiero y Yi en contexto de la 77.ª Asamblea General de la ONU. Asimismo, se entiende[¿quién?] que tanto Rusia como India y Brasil apoyan la solicitud de Argentina.
Como ministro de relaciones exteriores, lleva adelante la presidencia argentina de la Comunidad de Estados Latinoamericanos y Caribeños (CELAC), así como la Comisión Económica para América Latina y el Caribe (CEPAL). Lideró la Cumbre de Ministros de Relaciones Exteriores de CELAC y la Reunión del mismo grupo, así como el Trigésimo Noveno Período de Sesiones de la CEPAL, con la participación de 60 delegaciones de países de América Latina, el Caribe y Europa. Bajo su gestión la Argentina alcanzó la Presidencia del Consejo de Derechos Humanos de las Naciones Unidas y del Tratado de No Proliferación Nuclear, ámbitos cuya relevancia ha sido potenciada por la Guerra en Ucrania.
Argentina reabrió su Embajada en Bangladés, luego del gran fervor popular que se vivió en ese país durante el Mundial de Catar 2022 que ganó la Selección argentina. La Embajada había sido creada el 30 de octubre de 1973 por el entonces presidente Juan Domingo Perón y cerrada en 1978 por la dictadura cívico militar. El 9 de febrero de 2023 Alberto Fernández dispuso su reapertura y el 27 de febrero de 2023 se produjo la inauguración.
Cafiero estuvo en Dacca durante los días 27 y 28 de febrero, y además de la ceremonia de apertura de la Embajada encabezó una misión comercial acompañado por 20 empresas argentinas.

#### Diputado de la Nación
Santiago Cafiero fue electo diputado de la Nación por la Provincia de Buenos Aires en las Elecciones Generales de 2023.

## Redes sociales
- Santiago Cafiero en X (antes Twitter)
- Santiago Cafiero en Facebook

- Santiago Cafiero en Instagram

- Santiago Cafiero en LinkedIn

- Santiago Cafiero en Youtube

- Datos: Q68869954
- Multimedia: Santiago Cafiero / Q68869954